# مرعشيون
المرعشيون  أو الدولة المرعشية سلالة علوية شيعية من الفرع الحسيني حكمت منطقة طبرستان شمال إيران في القرن الثامن الهجري واستمر حكمهم مدة قرنين من الزمان حتى نهاية دولتهم على يد الصفويين.
تاسست الدولة المرعشية على يد السيد قوام الدين بن عبد الله المرعشي الملقب مير بزرك بالفارسية أحد اكابر العلويين في طبرستان

## طالع أيضًا
- سيد علي ساري
- مير برزك